# Wieża zegarowa w Krośnie

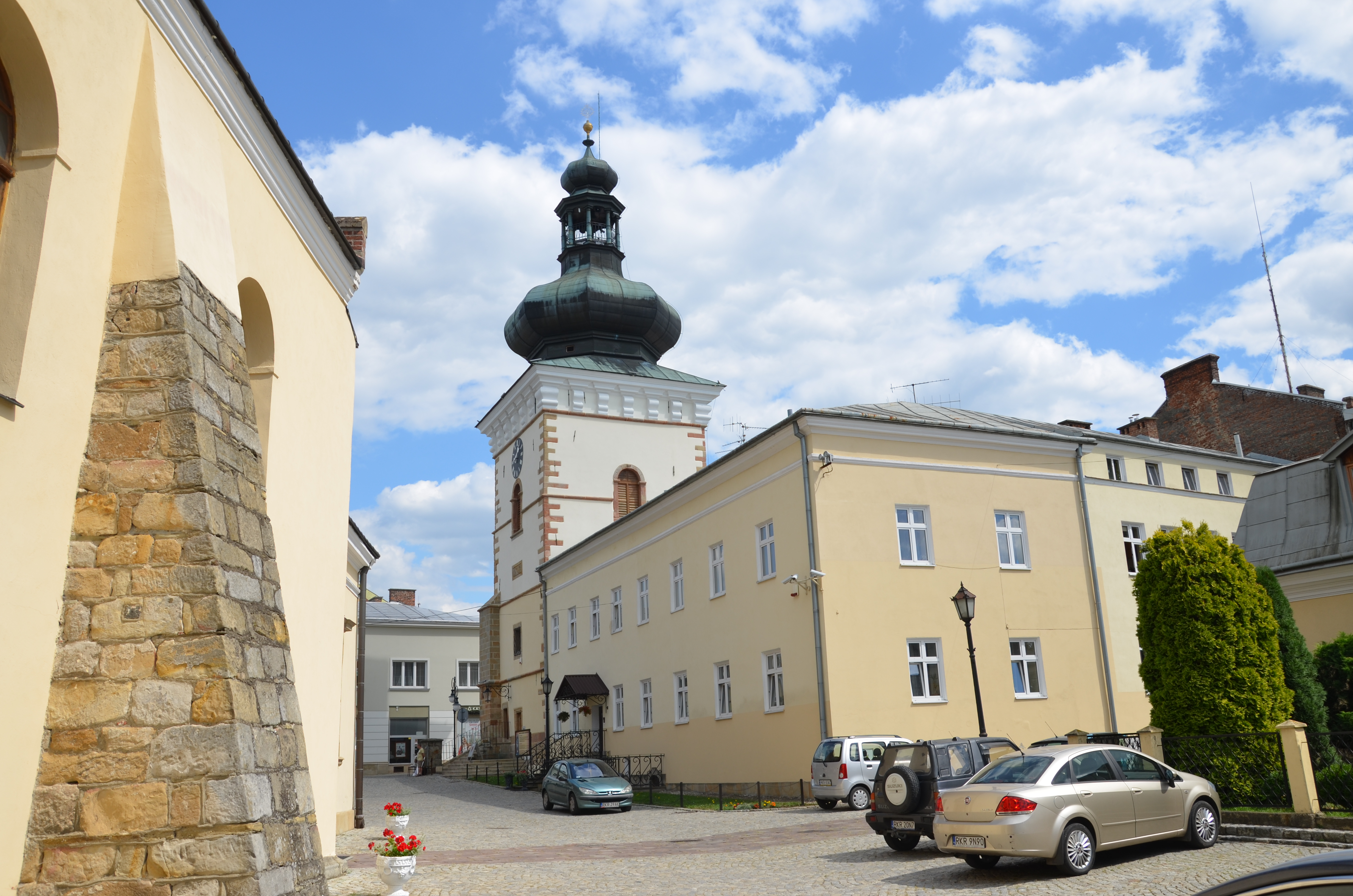
Wieża zegarowa i dzwonnica od strony dziedzińca kolegiaty (2015)

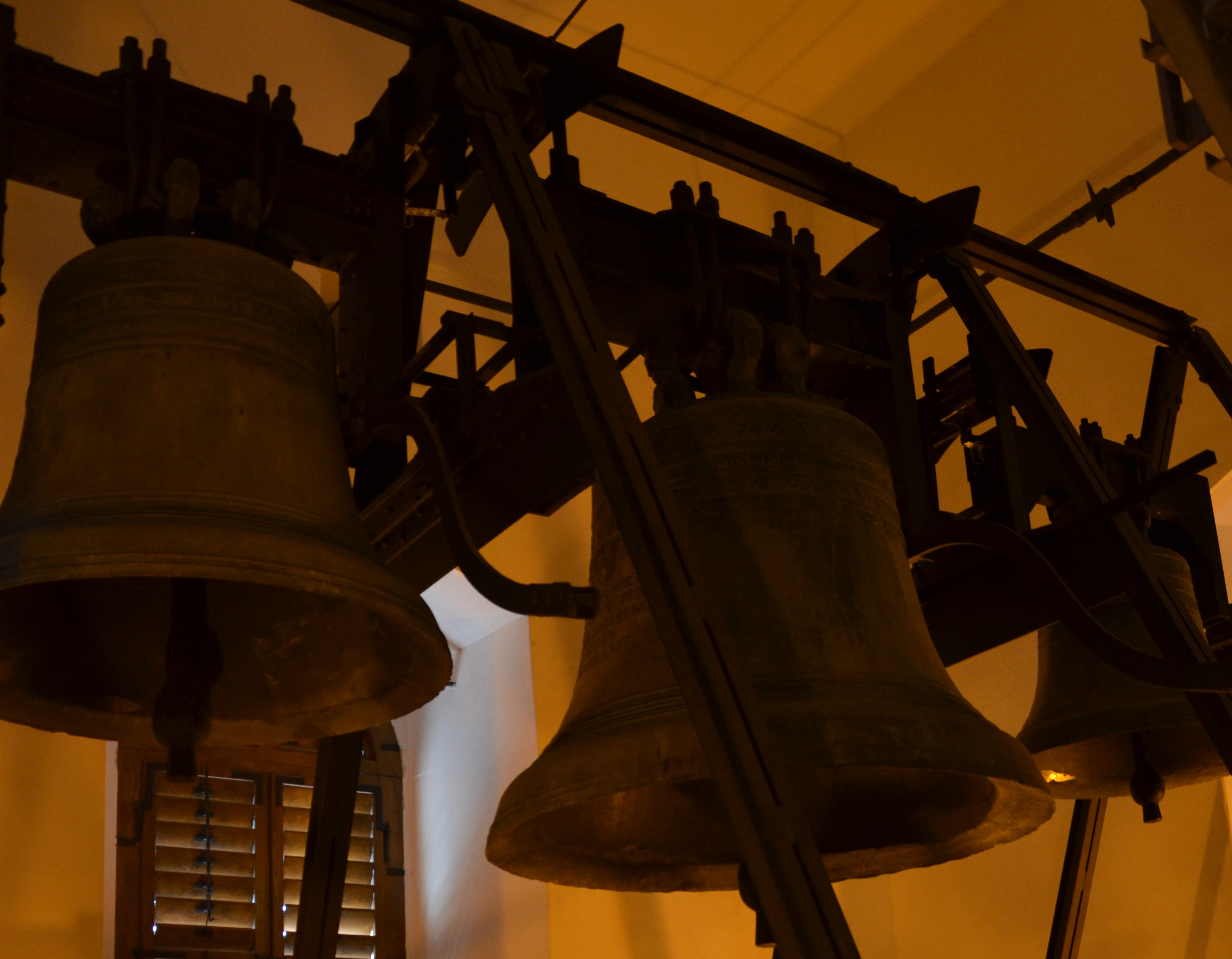
Dzwon Urban z roku 1639 (w środku)

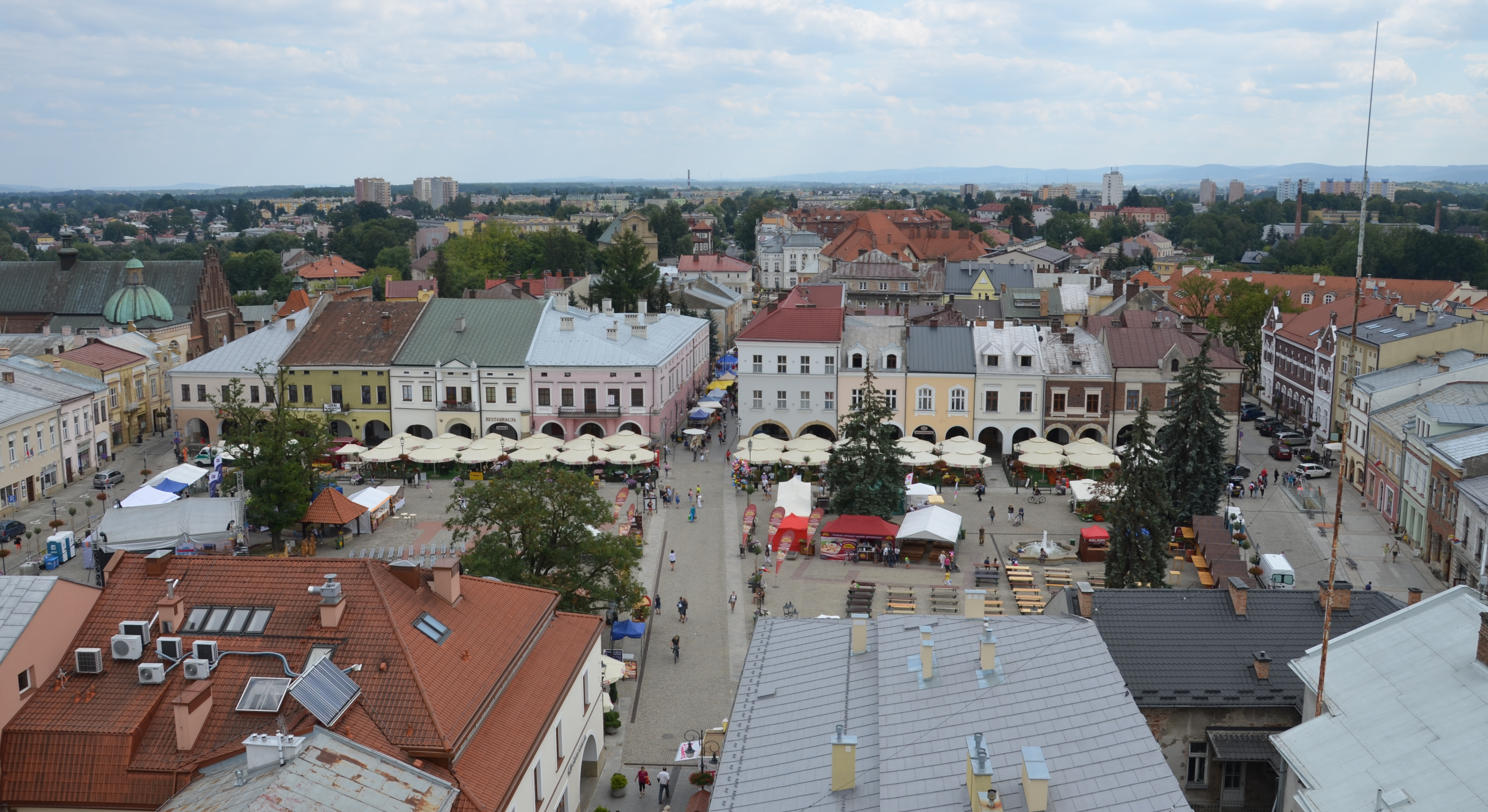
Widok na Krosno z wieży zegarowej (2015)

Wieża zegarowa w Krośnie – dzwonnica z zegarem stojąca w centrum Krosna, przy farze-bazyliki pw. św. Trójcy.
Jako wieża dzwonnicza została wzniesiona w latach 1637-1658 z fundacji krośnieńskiego mieszczanina Roberta Portiusa przy odrestaurowanym po pożarze kościele pw. św. Trójcy. Przy budowie dzwonnicy jako budulca użyto kamienia z rozebranych murów miejskich.
Dzwonnica o wysokości 38 metrów zwieńczona jest baniastym hełmem z galeryjką widokową oraz wyposażona w zegar wieżowy i latarnię. Z czasem mogła też pełnić rolę wieży strażniczej, użytkowanej przez straż ogniową jako punkt obserwacyjny. 
Na samym szczycie kopuły znajduje się wiatrowskaz w kształcie monstrancji. We wnętrzu, na czwartej kondygnacji zamontowane są trzy dzwony Jan, Maryan i Urban oraz mechanizm zegarowy Michała Mięsowicza. Najbardziej znany dzwon Urban ufundowany został przez Roberta Portiusa na cześć ówczesnego papieża Urbana VIII i wykonany został przez ludwisarza niemieckiego Stefana Meutela i angielskiego Georga Oliviera. W górnej jego części znajdują się napisy Sancta Trinitas Deus miserere nobis. A. D. 1639. Poniżej nazwiska ludwisarzy, Stefanusa Meutela i Georga Oliviera oraz fundatora Roberta Portiusa oraz plakietka z gmerkiem Portiusa - trzy gwiazdki, książka i miecz. Dzwon waży ok. 2,5 tony, gra tonem cis¹
We wnętrzu wieży znajduje się również miejska ekspozycja producentów fajek, zegarów oraz producentów dzwonów (Felczyński).